# Kirchhoffovy zákony
Kirchhoffovy zákony jsou dvě pravidla formulující principy zachování náboje a energie v elektrických obvodech. Jsou jedním ze základních nástrojů při teoretické analýze obvodů. Zákony byly pojmenovány podle jejich objevitele Gustava Roberta Kirchhoffa, který je poprvé popsal roku 1845.
Oba zákony lze přímo odvodit z Maxwellových rovnic, které ovšem byly formulovány až v roce 1864; Kirchhoff zákony vytvořil jako zobecnění výsledků Georga Simona Ohma.
Kromě Kirchhoffových zákonů pro elektrické obvody existuje také Kirchhoffův zákon tepelného vyzařování a další empirické Kirchhoffovy zákony popisující vyzařovací spektra.

## První Kirchhoffův zákon (o proudech, o uzlech)

První Kirchhoffův zákon: V libovolném uzlu je součet vstupujících proudů roven součtu vystupujících proudů

První Kirchhoffův zákon popisuje zákon zachování elektrického náboje (jedná se o rovnici kontinuity elektrického proudu); říká, že v každém bodě (uzlu) elektrického obvodu platí, že:
Součet proudů vstupujících do uzlu se rovná součtu proudů z uzlu vystupujících.
Jinými slovy též:
Algebraický součet proudů v uzlu je roven nule.
Vyjádřeno matematicky:
{\displaystyle \sum _{k=1}^{n}I_{k}=0},
kde {\displaystyle I_{k}} jsou jednotlivé proudy vstupující do uzlu; podle konvence je proud tekoucí do uzlu záporný, zatímco proud tekoucí z uzlu kladný.

## Druhý Kirchhoffův zákon (o napětích, o smyčkách)
Druhý Kirchhoffův zákon formuluje pro elektrické obvody zákon zachování energie; říká, že:

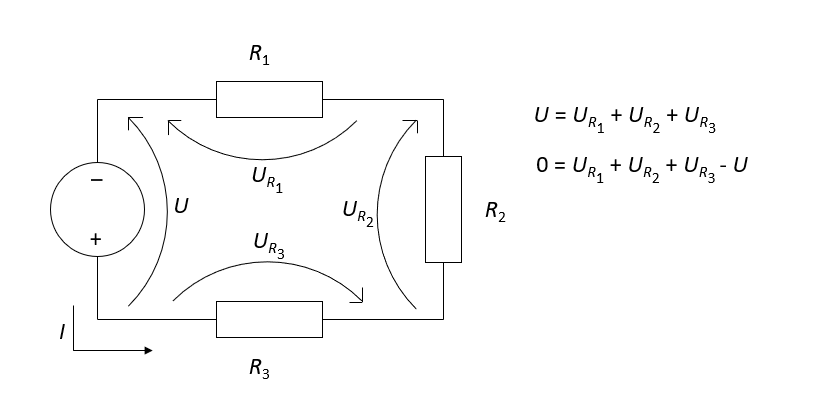
Druhý Kirchhoffův zákon - Součet napětí na jednotlivých prvcích je v libovolné smyčce nulový.

Součet úbytků napětí na spotřebičích se v uzavřené části obvodu (smyčce) rovná součtu elektromotorických napětí zdrojů v této části obvodu.
Nebo jinak:
Součet napětí na zdrojích je roven součtu napětí na spotřebičích.
Jinými slovy též:
Algebraický součet napětí ve smyčce je roven nule.

Vyjádřeno matematicky:
{\displaystyle \sum _{k=1}^{n}U_{k}=0,}
kde {\displaystyle U_{k}} jsou jednotlivá napětí ve smyčkách.
Pokud by zákon pro nějakou smyčku neplatil, mohlo by být sestrojeno perpetuum mobile, ve kterém by proud touto smyčkou procházel neustále dokola při permanentním odběru energie.
Předpokladem tohoto zákona je, že smyčka neobepíná žádný časově proměnný magnetický tok – jinak se ve smyčce indukuje napětí a zákon v základní podobě neplatí. V takovém případě lze při analýze obvodu indukované napětí reprezentovat zařazením dalšího prvku, který má stejný účinek.

## Použití Kirchhoffových zákonů
Kirchhoffovy zákony se používají zvláště pro rozvětvené elektrické obvody, protože spolu s Ohmovým zákonem umožňují určit velikost a směr elektrického proudu v jednotlivých větvích a velikost elektrického napětí na svorkách jednotlivých prvků.
Při analýze obvodu pomocí Kirchhoffových zákonů je možné použít jednu ze dvou metod: analýzu uzlů (založenou na použití 1. Kirchoffova zákona) nebo analýzu smyček (založenou na použití 2. Kirchhoffova zákona).

### Metoda uzlů
1. V obvodu se najdou a označí všechny uzly.
2. Libovolně zvolenému uzlu se přiřadí nulový elektrický potenciál.
3. Všem zbývajícím se přiřadí neznámá napětí oproti referenčnímu uzlu.
4. Pro každý z uzlů kromě referenčního se sestaví rovnice podle 1. Kirchhoffova zákona.
5. Tato soustava rovnic se poté vyřeší.

### Metoda smyček
1. Na schématu se najdou elementární smyčky, tzn. smyčky, které neobsahují menší vnořené smyčky.
2. Každé takové smyčce se přidělí proud, který jí obíhá.
3. Pro každou smyčku se zapíše rovnice podle 2. Kirchhoffova zákona, ve které se jako neznámá použije proud protékající smyčkou.
4. Tato soustava rovnic se poté vyřeší.

### Volba metody
Obě metody poskytují stejné výsledky, pro daný obvod však může být jedna či druhá metoda jednodušší. Metody vyžadují vyřešení soustavy n rovnic o n neznámých. U metody uzlů je n počet uzlů minus počet všech zdrojů napětí minus jedna (za referenční uzel). U metody smyček je n rovno počtu elementárních smyček minus počet zdrojů proudu. Obvykle se tedy používá ta metoda, která vyžaduje řešení menšího počtu rovnic.
Je však třeba podotknout, že metodu smyček lze použít jen pro planární obvody, tedy obvody, na jejichž schématu se nekříží vodiče. Taková je ale většina obvodů, které se v praxi objevují.

### Kirchhoffovy zákony ve střídavých obvodech
Analýzu pomocí Kirchoffových zákonů lze provádět jak v obvodech stejnosměrného proudu, tak v obvodech střídavého proudu. V těch se napětí a proud vyjadřují komplexními čísly, které reprezentují fázory, a místo elektrického odporu se používá impedance.

## Kirchhoffovy zákony v teorii grafů
Kirchhoffovy zákony se mimo elektrotechniku používají také v teorii grafů pro analýzů toků (které jsou zobecněním elektrického proudu) v sítích (které jsou zobecněním schématu elektrického obvodu). Dokonce se dá říci, že teorie grafů jako taková má v Kirchhoffových zákonech svoje kořeny.